# Автошлях Т 0222
Автошля́х Т 0222 — автомобільний шлях територіального значення у Вінницькій області. Пролягає територією Тульчинського, Тростянецького та Бершадського районів через Тульчин — Кирнасівку — Тростянець — Бершадь. Загальна довжина — 63,1 км.

## Маршрут
Автошлях проходить через такі населені пункти:
| Автошлях Т 0222     |        |
| Вінницька область   |        |
| Тульчинський район  |        |
| Тульчин             | Р08    |
| Ганнопіль           |        |
| Кирнасівка          |        |
| Тростянецький район |        |
| Капустяни           |        |
| Демківка            |        |
| Олександрівка       |        |
| Летківка            |        |
| Тростянець          | Р33    |
|                     | Т 0224 |
| Бершадський район   |        |
| Бершадь             | Т 0209 |